# Альбаджара
Альбаджара (итал. Albagiara) — коммуна в Италии, располагается в области Сардиния, в провинции Ористано.
Население составляет 253 человек (30-6-2019), плотность населения составляет 28,52 чел./км². Занимает площадь 8,87 км². Почтовый индекс — 9090. Телефонный код — 0783.
Покровителем коммуны почитается святой Себастьян, празднование 20 января.

## Демография
Динамика населения:

## Администрация коммуны
- Официальный сайт: http://www.comune.albagiara.or.it/